# Міжгірне
Міжгі́рне (до 1948 року — Яни́-Лєз, крим. Yañı Lez) — село Сімферопольського району Автономної Республіки Крим.
Відстань від райцентру до населеного пункта становить 25 кілометрів по прямій.
За даними сільради на 2009 рік площа, яку займає село становила 44,4 гектара, на якій у 22 дворах значилося 79 мешканців.

## Населення

### Мова
Розподіл населення за рідною мовою за даними перепису 2001 року:
| Мова              | Кількість | Відсоток |
| ----------------- | --------- | -------- |
| російська         | 54        | 54 %     |
| кримськотатарська | 33        | 33 %     |
| українська        | 9         | 9 %      |
| вірменська        | 3         | 3 %      |
| білоруська        | 1         | 1 %      |
| Усього            | 100       | 100 %    |